# 何國宗
何國宗（？—1767年），字翰如，直隸顺天府大興县人，进士出身，歷任禮部左侍郎、清朝禮部尚書。
何國宗出自天文世家，精于天文。受命在内廷学算，在蒙养斋与梅瑴成同习算术，以算学受知康熙帝。康熙五十一年，登进士，改庶吉士，授日讲起居注官、翰林院侍讲学士，后升任內閣學士、国子监算学总裁，署左都御史，礼部尚书。
康熙五十二年（1713年）受命编辑《律历渊源》。雍正年间担任内阁学士，巡视黄河、运河，并督修运河河道，建议疏浚七里河、百泉等，修筑高家堰石堤、北运河减水坝及张家庄等挑水坝，皆得准，并主持工程，任工部侍郎兼河东河道总督。因为勘工有误，免官。此后充任算学馆、律吕馆总裁、钦天监正，转任工部侍郎。乾隆二十年（1755年）平定准噶尔部后，奉命与努克三等率钦天监西洋人往伊犁测绘天度图。测定东西南北里差，实测各直省及蒙古诸地高度偏度，奏准载入时宪书一并颁发。又奉乾隆帝命率西洋人艾启蒙等往伊犁，自巴里坤分西北两路，实测新疆纬度，并绘以图。参与编修《历象考成》、《数理精蕴》、《地理图说》等。授礼部尚书，坐事夺职，终礼部侍郎。乾隆三十一年卒。

## 家庭
- 父：欽天監春官正何君
- 子女：
  - 長女，何氏，名不詳。
  - 次女，何氏，嫁給孔子第七十代嫡長孫孔廣棨。

## 延伸阅读
[在维基数据编辑]
 《清史稿/卷283》，出自趙爾巽《清史稿》